# Événement (festival)
 (septembre 2014).
Si vous disposez d'ouvrages ou d'articles de référence ou si vous connaissez des sites web de qualité traitant du thème abordé ici, merci de compléter l'article en donnant les références utiles à sa vérifiabilité et en les liant à la section « Notes et références ».
Pour les articles homonymes, voir Événement et Évent (homonymie).
Un événement (anglicisme) ou event, est un genre festival de musique électronique, créé au début des années 1990 aux Pays-Bas. Le concept se confond jusqu'à un certain point avec celui des raves parties, quoique l'organisation n'en soit pas exactement la même.

## Histoire
On considère comme archétypes de l'événement les premières soirées organisées par ID&T, dont « The Final Exam », le 20 juin 1992, puis « Thunderdome '93 » le 27 novembre 1993.
La première de ces soirées était à l'époque innovante aux Pays-Bas de par les dimensions prises pour un concert de musique house : 12 500 m2 de piste de danse, un sound system de 250 000 W, des jeux de lumière nombreux et puissants, show de danse et lieux de restauration. La soirée est un succès commercial. Pour la seconde, ID&T pousse encore plus loin l'idée, en multipliant les moyens pyrotechniques et sonores, et en organisant une parade dans la ville,.
À la suite d'ID&T, plusieurs sociétés événementielles se développent pour organiser leur propre vision de ce qui devient peu à peu dans le jargon néerlandais des « events » en français : « événements ». Vont au fil du temps et des innovations s'ajouter plusieurs éléments de concept, devenant incontournables pour assurer de bonnes recettes commerciales aux organisateurs : installation vidéo (écrans géants, etc.), spectacles pyrotechniques, scènes multiples — où se produisent simultanément plusieurs artistes — voire attractions foraines. De plus, un maillage de liaisons en bus permet aux participants d'être pris en charge pratiquement de porte à porte.
D'abord fortement associés à la scène gabber, le concept s'est par la suite étendu plus largement aux différents styles de musique électronique. Notamment, lors de l'émergence du hardstyle à la fin des années 2000, les événements ont évolué vers des formes encore plus extravagantes, allant jusqu'à rassembler plus de 100 000 personnes. Autre tendance récente, le développement de thèmes et de noms de baptême pour les soirées, ainsi que la commercialisation d'un ou plusieurs « anthems » en français : « hymnes » durant les semaines qui précèdent l'événement.
Dans les années 2010, de grands événements EDM sont organisés par les majors de l'entertainment — SFX Entertainment, Insomniac Events (en), Ultra Music et Live Nation — et accueillent jusqu'à plusieurs centaines de milliers de personnes, 360 000 personnes pour Tomorrowland. Ces grand-messes sont parfois décriées, considérées comme l'avatar de la société de consommation au sein de l'industrie musicale.

## Organisation
Selon les soirées et les organisateurs, les événements se déroulent soit en plein-air (Dominator, Mystery Land) dans des lieux atypiques (terrains d'aviation, parcs d'attraction, bases désaffectées de l'armée) soit en intérieur (Thunderdome, Masters Of Hardcore) dans des lieux capables d'accueillir foule (parc d'expositions, stades). Il s'agit bien souvent d'une soirée unique, mais elle peut s'étendre sur une semaine, voire davantage dans quelques cas à part (KaZantip).
Contrairement aux raves parties, où une certaine spontanéité est mise en avant et une approche « underground » (secret autour du lieu du concert, risque d'interdiction par les autorités), les « events » sont le fruit d'une organisation commerciale pointue, orchestrée par une société événementielle (ID&T, Q-Dance, etc.) qui fait la promotion de ses soirées à grands coups de campagnes publicitaires, de promotions sur les sites internet et sur les réseaux sociaux, et d'importantes campagnes de merchandising ; il n'est ainsi pas rare de voir, lors de ces soirées, la plupart des participants arborer t-shirts, blousons voire tatouages à l'effigie des artistes ou même de l'organisateur du concept. 
La « lineup », élément phare de l'événement, est l'objet d'un marketing propre. Dévoilée opportunément, elle comporte une succession de prestations de DJs dont la notoriété est censée décider les potentiels visiteurs à se déplacer. On fait la différence entre les « sets », mix préparés à l'avance par l'artiste basé principalement sur ses propres compositions, et les « live acts », où l'artiste va réaliser en direct sa prestation.
Durant la soirée, les DJs se succèdent sur plusieurs scènes (« stages »), la principale étant le « main » ou « mainstage », qui accueille pointures et point d'orgue de la soirée. Autour de ces scènes, zones de restauration, de repos (« chill out zone »), sanitaires sont là pour répondre à toutes les attentes des visiteurs, sans oublier boutiques et autres points de vente des CD, albums et produits dérivés de la soirée, de l'organisateur ou des artistes présents. On peut également trouver attractions foraines, stands de tatouage ou de peinture corporelle, etc.

## Géographie
Le terme d'« event » est majoritairement populaire aux Pays-Bas et en Belgique, et dans une moindre mesure en Allemagne et en Italie, là où se déroulent les principales soirées hardcore. Si de telles soirées sont organisées au Royaume-Uni, en Espagne ou, dans une moindre mesure, en France et dans les pays scandinaves, sa popularité reste moindre.